# Llanarth (Monmouthshire)
 (juin 2018).
Si vous disposez d'ouvrages ou d'articles de référence ou si vous connaissez des sites web de qualité traitant du thème abordé ici, merci de compléter l'article en donnant les références utiles à sa vérifiabilité et en les liant à la section « Notes et références ».
Pour les articles homonymes, voir Llanarth.
Llanarth est une localité du pays de Galles, en Grande-Bretagne, située dans le comté du Monmouthshire.